# موتسینگ
موتسینگ (به آلمانی: Mötzing) یک شهر در آلمان است که در بایرن واقع شده‌است.

## خصوصیات
موتسینگ ۳۶٫۱۸ کیلومترمربع مساحت دارد ۳۳۸ متر بالاتر از سطح دریا واقع شده‌است.